# Cranston
Cranston è una città degli Stati Uniti d'America, nella contea di Providence, nello stato del Rhode Island.
La popolazione era di 79.269 abitanti nel censimento del 2000, passati a 80.463 secondo una stima del 2007.

## Amministrazione

### Gemellaggi
- Itri
- Santo Domingo